# Прајаграј
Прајаграј (хинд. इलाहाबाद) је град у Индији у савезној држави Утар Прадеш. По подацима из 2001. године у граду је живело 1.215.348 становника.

## Становништво
Према незваничним резултатима пописа, у граду је 2011. живело 1.117.094 становника.
| 1991.   | 2001.   | 2011.     |
| ------- | ------- | --------- |
| 792.858 | 975.393 | 1.117.094 |